# Hořovičky
Hořovičky, bis 1947 Německé Hořovice (deutsch Deutsch Horowitz, auch Deutsch Horschowitz) ist eine Gemeinde in Tschechien. Sie liegt 16 Kilometer nordwestlich von Rakovník und gehört zum Okres Rakovník.

## Geographie
Hořovičky befindet sich im Rakonitzer Hügelland. Das Dorf liegt oberhalb der Einmündung des Baches Hokovský potok am rechten Ufer des Očihovecký potok. Gegen Norden erstreckt sich der Naturpark Džbán, im Südwesten der Naturpark Jesenicko. Nordöstlich erheben sich die Vyhlídka (434 m), der Novoveský vrch (440 m) und der Pláň (425 m), im Osten der Na Vyhlídce (426 m), südöstlich der Šmikouský vrch (438 m), im Süden der Lovíč (520 m), südwestlich der Tobiášův vrch (507 m), die Vlčí hora (498 m) und der Liščí vrch (436 m) sowie im Nordwesten der Běsenský vrch (402 m). Durch Hořovičky verläuft die Straße I/6 / E 48 zwischen Prag und Karlsbad.
Nachbarorte sind Běsno und Vrbice im Norden, Děkov, Nová Ves und Veclov im Nordosten, Hořesedly, Hokov und Heřmanov im Osten, Keblany, Kolešovice und Zderaz im Südosten, Šmikousy, Čížkov, Švihov u Rakovníka und Oráčov im Süden, Bedlno, Chotěšov, Rudolfova Myslivna, Petrohrad, Bukov, Bílenec und Černčice im Südwesten, Nový Mlýn und Kolešov im Westen sowie Strojetice und Očihovec im Nordwesten.     

## Geschichte

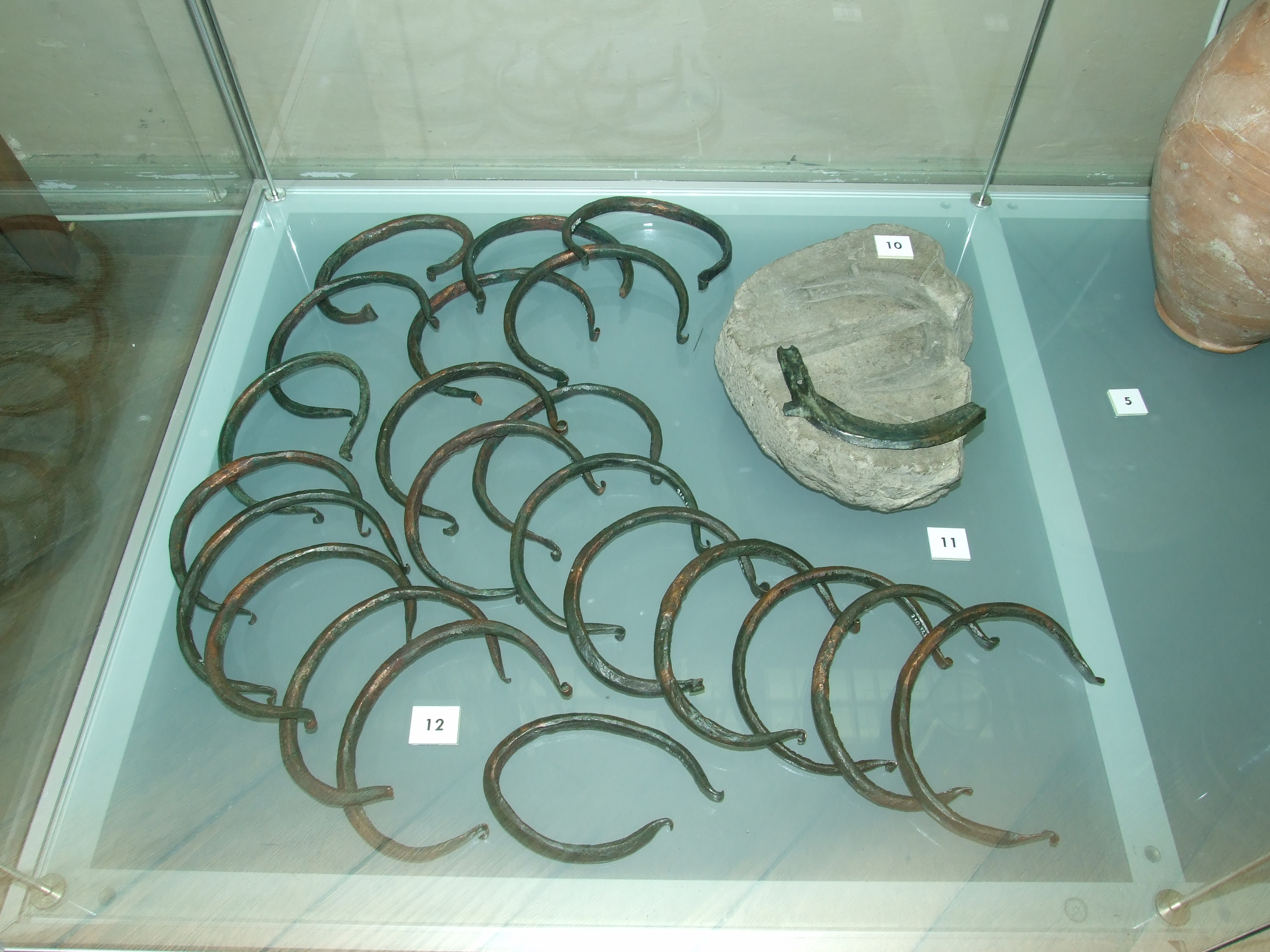
Frühbronzezeitliche Ringbarren oder Ösenhalsringe aus einem Depotfund von Hořovičky (No. 12)

Archäologische Funde belegen eine Besiedlung auf der Flur Hořovičky während der Jungsteinzeit, der Aunjetitzer Kultur und der Hügelgräberkultur. Als bedeutendster Fund gilt ein reich ausgestattetes Fürstengrab aus der späten Latènezeit; außerdem wurden ein beschlagener Knochenkamm, bronzene Pinzetten und Schnallen aus der Römerzeit sowie ein slawisches Hügelgrab aus dem 10. Jahrhundert mit den Skeletten von sieben großwüchsigen Personen aufgefunden.
Die erste schriftliche Erwähnung von Horzowitz erfolgte im Jahr 1392, als Maršík von Hrádek seine Einkünfte aus dem Dorf der Kirche Mariä Himmelfahrt in Strojetice überließ. Im 15. Jahrhundert waren Teile des Dorfes in den Besitz von Bürgern gelangt. Die Tochter des Rakonitzers Metzgers Prokop Boček, Zuzana, verkaufte 1445 ihren aus mehreren Höfen bestehenden Anteil zusammen mit einigen Chaluppen in Řeřichy an Jan Rejna aus Tytry. Zwei Jahre später gehörte die Hälfte aller Einkünfte aus Horzowitz der Anna Krakovská aus Louny. Im Jahr 1449 ist der Vladike Jiří Žďárský von Žďár auf Velká Dobrá als Besitzer von Anteilen der Dörfer Horzowitz, Drahouš, Bukov und Černčice nachweislich. Da er keine Nachkommen hatte, vermachte er 1478 seinen Besitz an seinen Bruder Jan Žďárský von Žďár und seinen Neffen Ctibor. Wenig später erwarb Janec von Janovice auf Petersburg einen aus zwei Ganzhüfnern und drei Halbhüfner bestehenden Anteil des Dorfes, 1483 verkaufte er diesen zusammen mit der Herrschaft Petersburg an Burian von Guttenstein. Aus den Namen der in den Käufen aufgeführten Untertanen ist ersichtlich, dass Horzowitz bis zum Ende des 15. Jahrhunderts ausschließlich von Tschechen bewohnt war. Nach dem Tode von Viktorin von Guttenstein fiel die Herrschaft Petersburg anteilig dessen vier Schwestern und seiner minderjährigen Tochter zu. Horzowitz gehörte dabei zum Anteil von Viktorins Schwester Maruscha von Guttenstein. Ihr Schwager Jaroslaw d. Ä. Kolowrat-Liebsteinsky auf Petersburg zahlte ihr das Erbteil aus und vereinigte ihren Anteil wieder mit Petersburg. Dessen Sohn Jaroslaw d. J. Kolowrat-Liebsteinsky auf Petersburg und Sossen verlor nach der Schlacht am Weißen Berg 1622 seine Güter, Petersburg wurde 1623 an Hermann Czernin von Chudenitz verkauft. Dieser errichtete 1639 das Große Czerninsche Familienfideikommiss, das aus den böhmischen Herrschaften und Gütern Petersburg, Gießhübel, Neudek, Schönhof, Sedschitz, Miltschowes, Winař, Welchow, Kost und Kosmanos sowie der schlesischen Herrschaft Schmiedeberg bestand. Im Jahr 1644 wurde er zum Reichsgrafen erhoben. Während des Dreißigjährigen Krieges verödete das Dorf, die wüsten Höfe wurden mit deutschen Siedlern wiederbesetzt. In der berní rula von 1653 sind für Horzowitz 26 Anwesen aufgeführt, von denen sieben wüst lagen; dabei trugen zwölf der Besitzer tschechische und sieben deutsche Namen. Im Laufe des 18. Jahrhunderts wurde das Dorf gänzlich deutschsprachig und der Ortsname wandelte sich in Horschowitz. 
Die Reichsgrafen Czernin von und zu Chudenitz hielten den Besitz ohne Unterbrechungen. Zu den Grundherren von Horschowitz gehörten u. a. Johann Rudolf Czernin von und zu Chudenitz und ab 1845 dessen Sohn Eugen Karl Czernin von und zu Chudenitz.
Im Jahr 1846 bestand das an der Karlsbader Poststraße gelegene Dorf Horschowitz bzw. Horschenz / Hořowice aus 43 Häusern mit 285 deutschsprachigen Einwohnern. Im Ort gab es eine Privatkapelle und ein Einkehrwirtshaus. Abseits lag der obrigkeitliche Meierhof Schwikus mit einer Schäferei. Pfarrort war Dekau. Bis zur Mitte des 19. Jahrhunderts blieb Horschowitz zur Fideikommiss-Herrschaft Petersburg untertänig.
Nach der Aufhebung der Patrimonialherrschaften bildete Horschowitz / Hořovice ab 1850 mit der Einschicht Schmickes eine Gemeinde im Bezirk Saaz und Gerichtsbezirk Jechnitz. 1868 wurde Horschowitz dem Bezirk Podersam zugeordnet. Seit dem Ende des 19. Jahrhunderts wurde der Ort zur Unterscheidung von der Stadt Hořovice als Deutsch Hořowitz / Německé Hořovice bezeichnet. Im Jahr 1921 wurde eine tschechische Minderheitenschule eröffnet. Zu dieser Zeit bestand Deutsch Hořowitz aus 90 Häusern mit 575 Einwohnern, darunter 514 Deutschböhmen, 53 Tschechen und acht Ausländern. Im Jahr 1930 lebten in Deutsch Horowitz einschließlich Schmikes 578 Personen, davon 478 Deutschböhmen und 93 Tschechen; 1932 waren es 580. Zu dieser Zeit gab es in dem Dorf mit dem Stadt Wien und dem Blauen Stern zwei Hotelbetriebe, außerdem bestanden eine Elektrizitätsgenossenschaft, ein Postamt, ein Telegraphenamt, ein Fernsprechamt und eine Gendarmeriestation. Nach dem Münchner Abkommen wurde die Gemeinde 1938 dem Deutschen Reich zugeschlagen und gehörte bis 1945 zum Landkreis Podersam. 1939 hatte die Gemeinde 438 Einwohner. Nach dem Ende des Zweiten Weltkriegs kam Německé Hořovice zur Tschechoslowakei zurück und die deutschsprachigen Einwohner wurden vertrieben. Im Jahr 1947 wurde der nunmehr als anstößig empfundene Ortsname in Hořovičky geändert. Der Okres Podbořany wurde 1960 aufgehoben, seitdem gehört Hořovičky zum Okres Rakovník. 1961 wurden Vrbice und Hokov eingemeindet, am 1. Jänner 1980 kamen noch Kolešov (mit Bukov) und Děkov (mit Nová Ves und Vlkov) hinzu. Am 24. November 1990 lösten sich die Ortsteile Děkov, Kolešov, Nová Ves und Vlkov wieder von Hořovičky los. 
Hořovičky ist ein traditionelles Hopfenanbaugebiet und wird von zahlreichen Hopfenfeldern umgeben.

## Gemeindegliederung
Die Gemeinde Hořovičky besteht aus den Ortsteilen Bukov (Muckhof), Hokov (Hokau), Hořovičky (Deutsch Horschowitz) und Vrbice (Fürwitz). Das Gemeindegebiet gliedert sich in die Katastralbezirke Bukov u Hořoviček, Hokov, Hořovičky und Vrbice u Hořoviček. Grundsiedlungseinheiten sind Bukov, Hokov, Hořovičky, Šmikousy (Schmikes) und Vrbice.

## Sehenswürdigkeiten
- Katholische Kirche der hl. Dreifaltigkeit in Hořovičky, erbaut 1801–1805 als Privatkapelle
- Orthodoxe Kirche in Hořovičky, der neoromanische Bau wurde 1900–1901 im Zuge der Los-von-Rom-Bewegung als evangelische Kirche errichtet
- Denkmal für Kaiser Joseph II. in Hořovičky, es entstand 1903 und wurde nach der Gründung der Tschechoslowakei entfernt. 1992 wurde es wiederhergestellt.
- Kirche in Vrbice
- Kapelle in Bukov
- Kapelle in Hokov

## Persönlichkeiten
- Franz Mach (1845–1917), Schriftsteller und Synodalrat der altkatholischen Kirche in Österreich